# Eugene Omalla
Eugene Omalla (5 de outubro de 2000) é uma velocista holandês de ascendência ugandense especializado nos 400 metros rasos, campeão olímpico em provas de revezamento. 
Recordista africanno dos 400 metros, ele passou a representar a Holanda a partir de 2024, competindo no World Athletics Relays em Nassau, nas Bahamas. Nos Jogos Olímpicos de Paris 2024 foi campeão olímpico integrando o revezamento 4x400 misto holandês junto com Femke Bol, Lieke Klaver e Isaya Klein Ikkink.